# Exode palestinien de 1948
Cet article concerne l'événement de 1948 en Palestine souvent décrit comme « Nakba ». Pour plus d'informations sur l'utilisation du terme « Nakba », voir Nakba. Pour les articles au titre similaire, voir Exode.

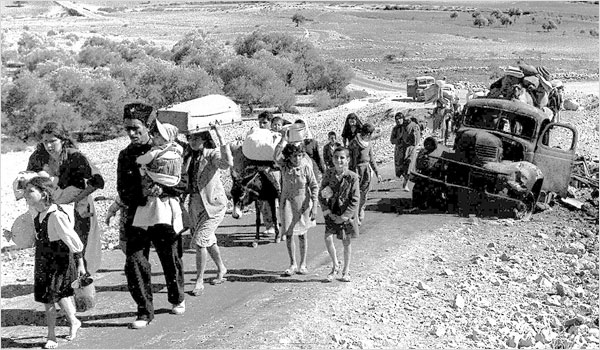
Réfugiés palestiniens lors de l'exode de 1948.

L'exode palestinien de 1948 fait référence à l'expulsion et à l'exode d'une partie de la population arabe de Palestine qui se produit avant et pendant la guerre israélo-arabe de 1948. L'événement reste présent dans la mémoire collective palestinienne en tant que Nakba (en arabe : النكبة, An-Nakbah, lit. « désastre » ou « catastrophe »). Entre 700 000 et 750 000,, Arabes palestiniens — sur les 900 000 qui vivaient dans les territoires qui seront sous contrôle israélien à l'issue de la guerre — fuient ou sont chassés de leurs terres.

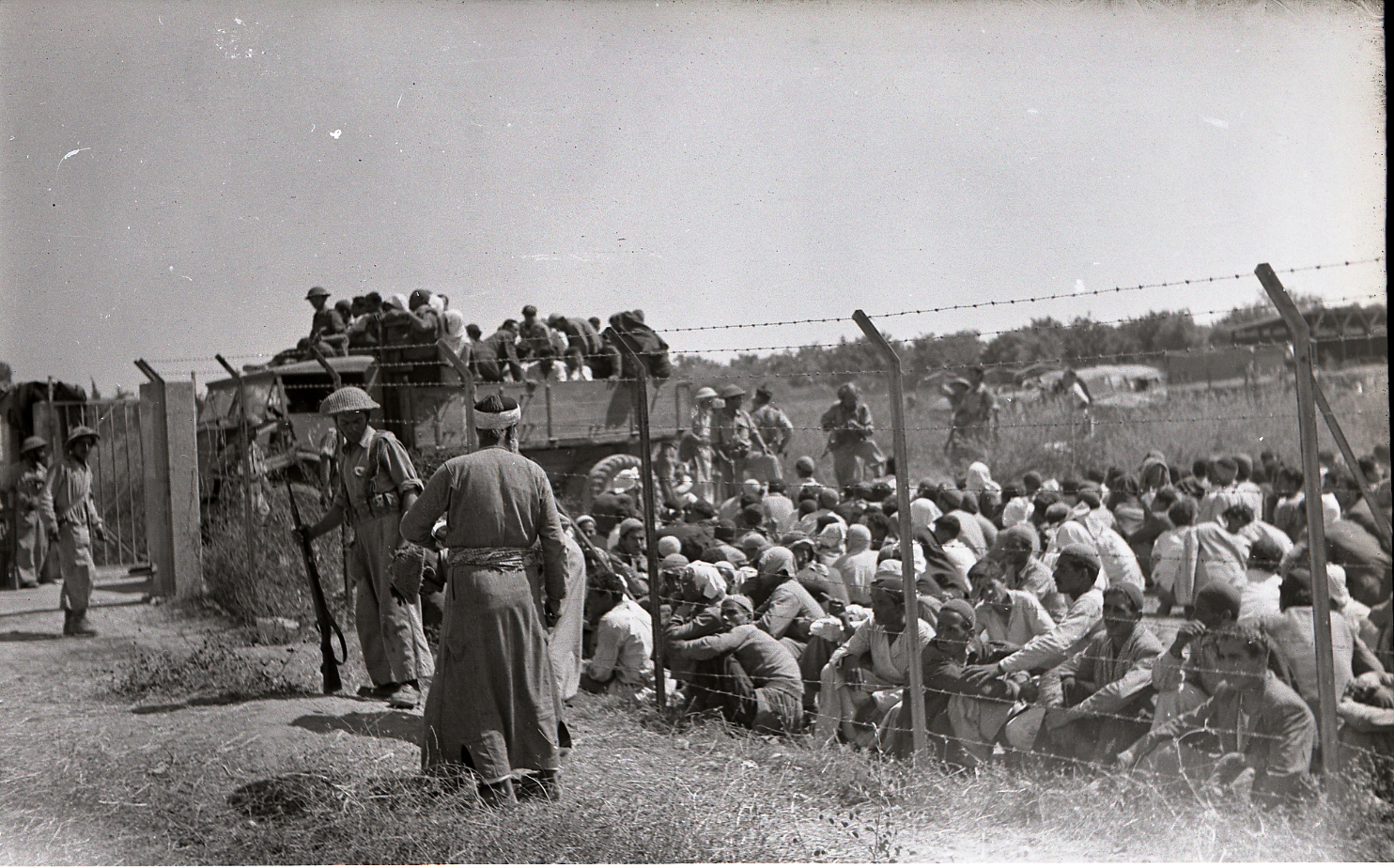
Des hommes palestiniens dans la ville de Ramle vus derrière une clôture de barbelés, avant d'être expulsés par les forces israéliennes.

Selon l'historien communiste et anti-sioniste Ilan Pappé, l'expulsion des Palestiniens a commencé avant la guerre, selon un plan israélien préétabli nommé « plan Daleth ».
Les événements de 1948 sont présentés différemment selon les auteurs. L'historien Benny Morris divise l'exode en quatre phases :
- Lors de la première phase, environ 100 000 Arabes palestiniens, principalement issus des classes aisées et dirigeantes, fuient les combats à venir.
- Au cours de la deuxième phase, ce sont entre 250 000 et 300 000 Arabes palestiniens qui fuient ou qui sont expulsés, en particulier des villes de Haïfa, Tibériade, Beït Shéan, Safed, Jaffa et Acre, qui perdent 90 % de leur population arabe et dont certaines sont annexées à Israël. Cette phase est sujette à controverse quant aux motivations des expulsions. Selon certains auteurs, elles sont indissociables de l'état de guerre, et selon d'autres, elles étaient préméditées et orchestrées dans le cadre d'un plan préétabli.Camp de réfugiés de Balata, près de Naplouse, en 2013.

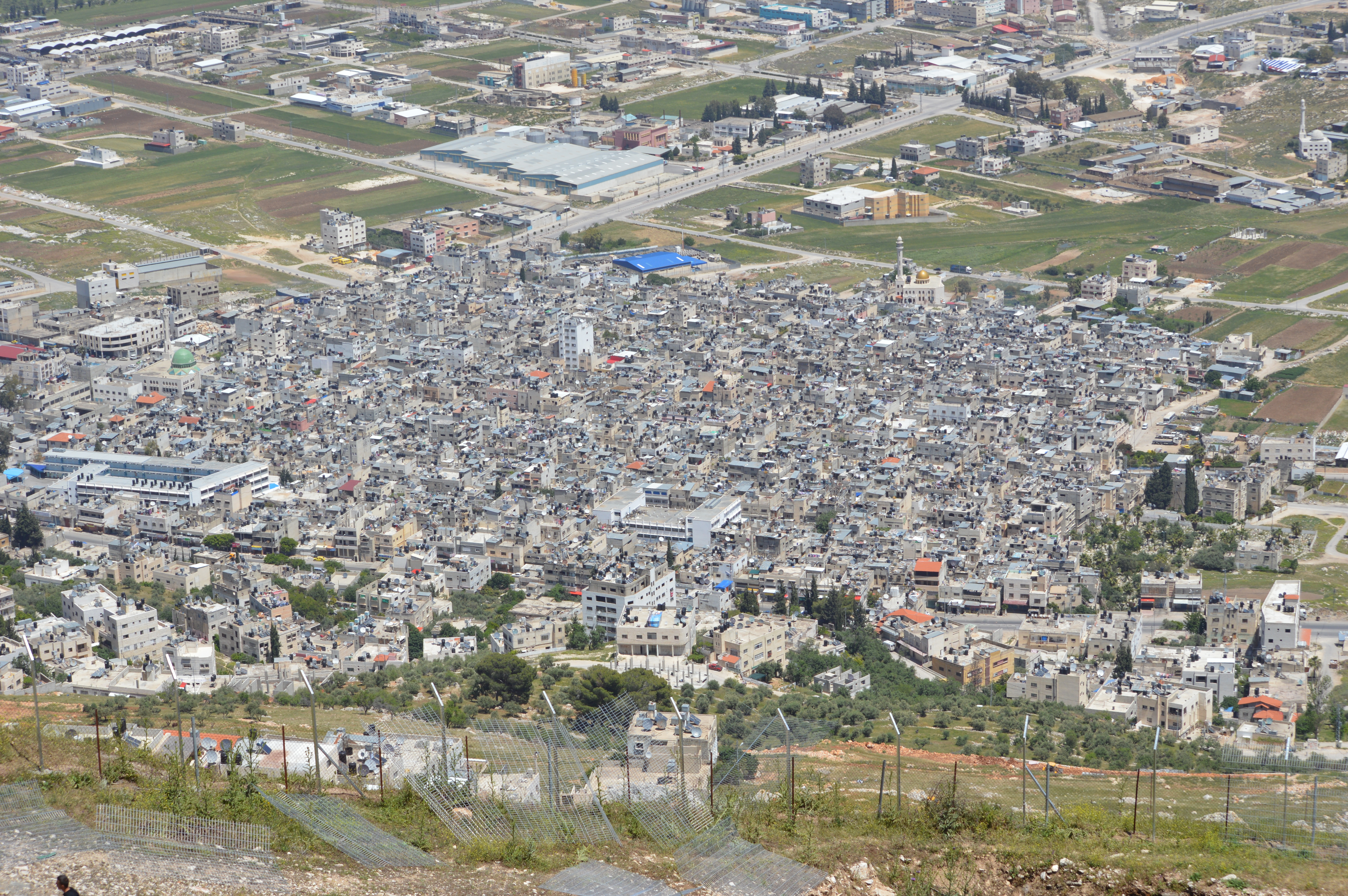
Camp de réfugiés de Balata, près de Naplouse, en 2013.

- Lors de la troisième phase, entre 50 000 et 70 000 Arabes palestiniens sont expulsés manu militari de Lydda et Ramla après la reddition de ces villes. Ensuite, entre 200 000 et 220 000 palestiniens sont poussés à fuir à la suite de massacres et sont expulsés quand ils n'ont pas fui, à l'exception notable des Arabes chrétiens de Nazareth.
- Lors de la quatrième phase, après la guerre, entre 30 000 et 40 000 Arabes des zones frontalières sont déplacés ou expulsés vers la Cisjordanie et les pays arabes voisins.

Durant la guerre, approximativement 400 villages arabes sont abandonnés, évacués ou détruits,,,,,.
Les réfugiés se voient également dépossédés de leurs biens et refuser tout droit au retour,,.
Les descendants de ces personnes sont aujourd'hui plus de 5 millions et sont connus sous le nom de réfugiés palestiniens.

## Contexte

### Conflit en Palestine mandataire

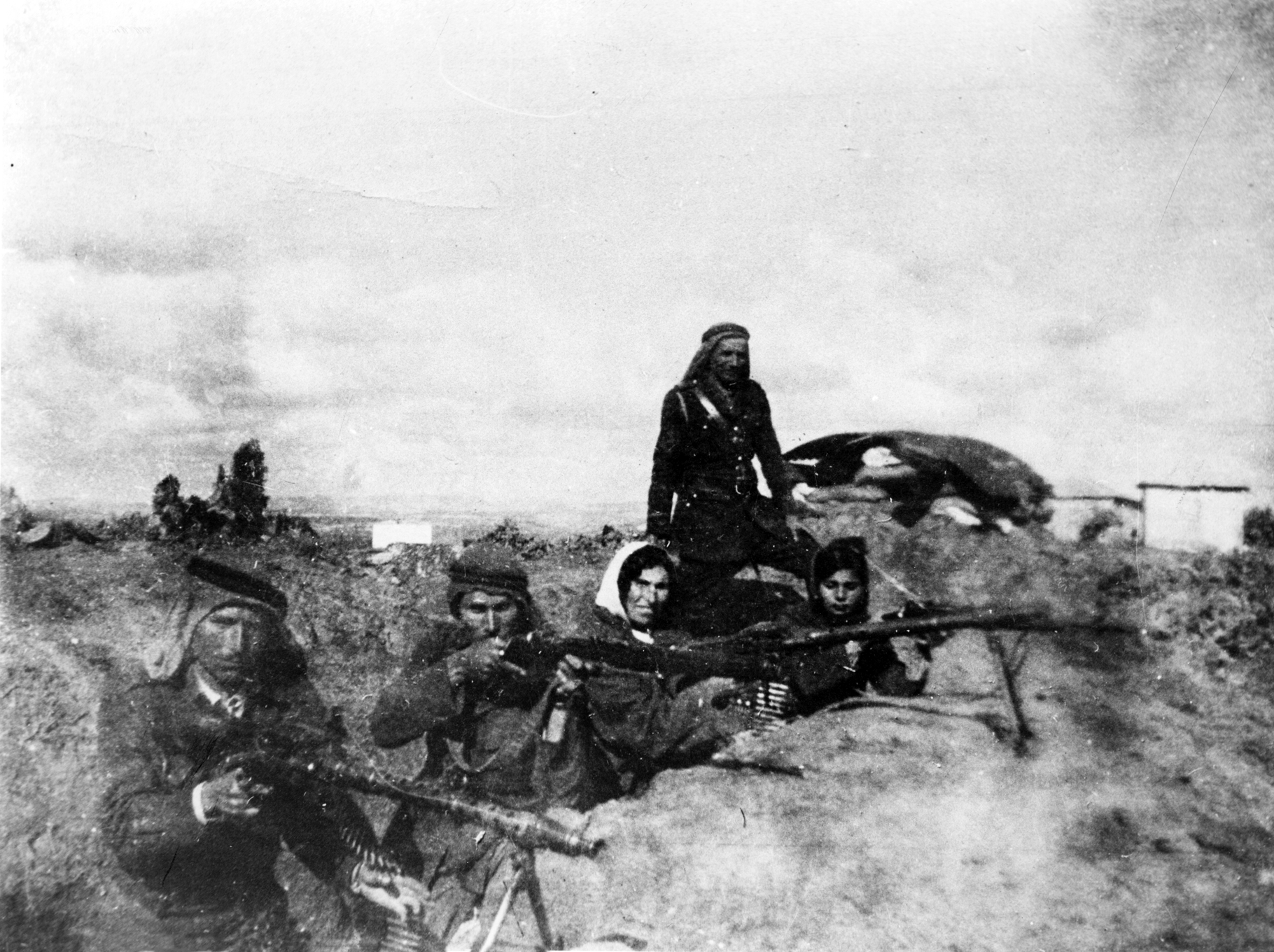
Insurgés lors de la grande révolte arabe de 1936-1939.

À partir du contrôle de la Palestine par les Britanniques en 1920, celle-ci connaît une immigration croissante de Juifs encouragés par le mouvement sioniste et ayant pour aspiration d'y fonder un État dans ce qu'ils voient comme la Terre d'Israël. Face à ceux-ci, les dirigeants arabes affichent leur propre nationalisme, parfois pan-arabe, et mènent une opposition de plus en plus forte, marquée par des émeutes en 1920, 1921 et 1929 et des massacres qui font plusieurs centaines de victimes.
Ce sont deux types de sociétés, deux cultures et deux nationalismes qui s'affrontent et qui affrontent également la puissance mandataire britannique. Les Palestiniens revendiquent l'indépendance de toute la Palestine et s'opposent à l'administration britannique et à l'immigration juive. Les Juifs réclament un foyer national pour le peuple juif. Les protagonistes sont confrontés à un « jeu à somme nulle » de par leurs aspirations inconciliables,.
L'opposition arabe culmine avec la grande révolte de 1936-1939. La répression britannique cause de nombreux morts et la réaction des organisations sionistes est violente. À l'issue de la révolte, on compte près de 5 000 morts chez les Arabes et plus de 300 chez les Juifs. Les Arabes palestiniens obtiennent cependant un nouveau Livre blanc des Britanniques, qui promet entre autres une diminution drastique de l'immigration juive et l'indépendance avant 10 ans, en réaction de quoi ce sont les juifs sionistes qui entrent en rébellion à leur tour. À la suite de la révolte, les différentes organisations sionistes paramilitaires se sont renforcées et la plupart des membres de l'élite politique arabe palestinienne ont été arrêtés et contraints à l'exil. Parmi ceux-ci, le chef du Haut Comité arabe, Hadj Amin al-Husseini se réfugie en Allemagne nazie où il cherchera soutien à sa cause.
Une partie des Juifs du Yichouv, considérant qu’il n’y a pas de place pour deux peuples, préparent l’expulsion des Arabes de Palestine, dont Yossef Weiz, président du comité du transfert qui travaille à définir les modalités de cette expulsion.
La Seconde Guerre mondiale voit la tragédie de la Shoah. À son terme, les groupes de droite sioniste, l'Irgoun et le Lehi, mènent à leur tour une campagne de violence contre la domination britannique. Les nationalistes arabes palestiniens se réorganisent mais restent en retard par rapport aux nationalistes juifs. L'affaiblissement des puissances coloniales a renforcé les puissances arabes et la Ligue arabe récemment formée reprend à son compte les revendications nationalistes palestiniennes.
La diplomatie ne parvient pas à concilier les parties. En février 1947, les Britanniques annoncent qu'ils ont décidé d'abandonner leur mandat sur la région et le dossier est transféré aux Nations unies.

### Guerre israélo-arabe de 1948

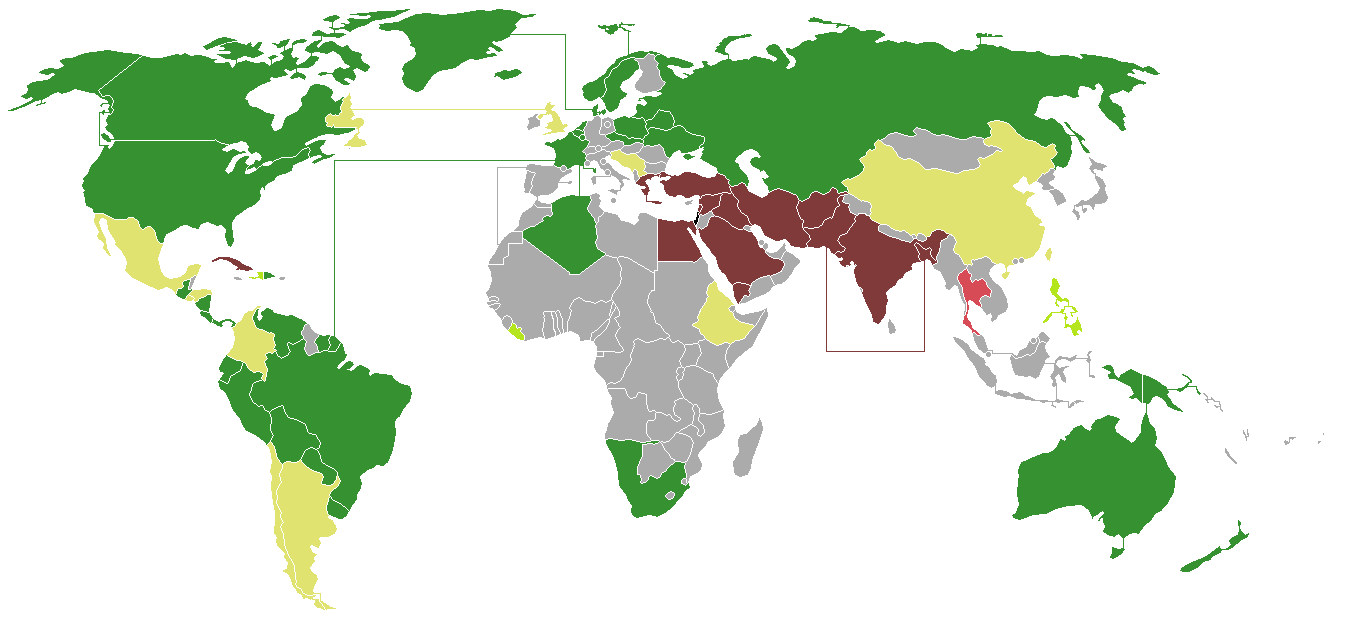
En rouge bordeaux, les pays ayant voté contre le Plan de partition de la Palestine, en vert, ceux ayant voté pour et en jaune, les pays n'ayant pas voté. Les pays du monde arabe représentés en 1947 à l'ONU sont presque unanimement opposés au plan.

Le 29 novembre 1947, l'Assemblée générale des Nations unies vote un Plan de partage de la Palestine qui prévoit la partition de la Palestine en trois entités : un État juif (55% de la superficie), un État arabe (45% de la superficie) et le placement de Jérusalem et de Bethléem sous administration internationale. Le plan est accepté par les dirigeants de la communauté juive en Palestine, par le biais de l'Agence juive à l'exception de ceux de l'Irgoun et du Lehi, et il est rejeté par la quasi-totalité des dirigeants de la communauté arabe, y compris par le Haut Comité arabe palestinien. Il a le soutien des grandes puissances mais pas celui des Britanniques et de l'ensemble des pays arabes qui y sont opposés. La Palestine sous mandat britannique compte alors fin 1947 plus de 600 000 Juifs et 1 200 000 Arabes, dont plus de 90 % sont musulmans, le restant étant chrétien. 550 000[réf. nécessaire] habitants arabes se trouvent établis dans le territoire attribué à l'État juif par le Plan de partage. Les Britanniques y déploient alors environ 100 000 hommes, policiers et militaires, chargés de la sécurité du territoire, et ils sont alors victimes de combats et d'actes terroristes de groupes armés sionistes (Haganah, Irgoun et Lehi) et également d'attaques effectuées par des irréguliers arabes.
La guerre civile entre Juifs et Arabes éclate dès le lendemain. Du 30 novembre 1947 au 14 mai 1948, la Palestine toujours sous mandat britannique connaît une période marquée par l'affrontement entre d'un côté des organisations armées juives et de l'autre, des Palestiniens arabes, soutenus par des volontaires provenant de pays arabes,,. À partir du 15 mai 1948, date de la fin du mandat britannique et après la fondation de l'État d'Israël, qui a eu lieu un jour avant à Tel Aviv, célébrée par David Ben Gourion, chef du gourvernement provisoire israélien, commence la première guerre israélo-arabe avec, à la suite de la débâcle des Arabes palestiniens, l'intervention militaire de pays arabes contre Israël et l'envoi de corps expéditionnaires égyptien, syrien, irakien et jordanien sur l'ancien territoire, placé sous mandat britannique depuis 1922, de la Palestine,,,. Divers armistices sont signés entre février et juin 1949 entre les Israéliens et les pays arabes. De tels armistices ne signifient pas que l'État d'Israël soit reconnu comme un État par les puissances arabes et que les frontières nées de facto de la fin des combats soient établies et reconnues mutuellement.
C'est durant cette guerre que se produit l'exode palestinien.

## Événements
Les événements de 1948 sont présentés différemment selon les auteurs.

### Les quatre phases
Benny Morris a divisé l'exode en 4 phases.

Entre décembre 1947 et mars 1948, devant l'explosion de la violence, environ 100 000 Palestiniens, en majeure partie membres des classes moyennes et supérieures urbaines, quittent leur foyer en espérant revenir une fois que les armées arabes auront pris le contrôle du pays ou que les violences auront cessé.

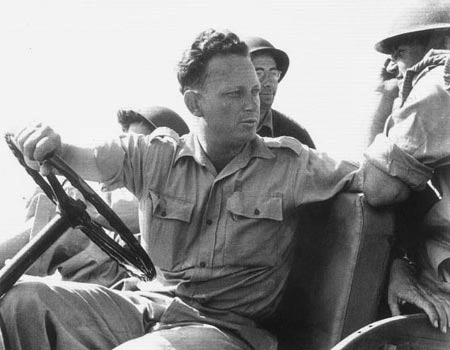
Yigal Allon était l'officier israélien responsable de l'opération Yiftah en Galilée.

La deuxième phase débute quand la Haganah passe à l'offensive début avril, et au cours des combats qui suivent l'intervention des armées arabes jusqu'à la première trêve de juillet. Les premiers jours des opérations sont marquées par le massacre de Deir Yassin qui provoque l'effroi dans la population civile arabe. Entre 250 000 et 300 000 Arabes palestiniens supplémentaires fuient les combats ou sont chassés quand ils ne fuient pas. Ils sont originaires principalement des villes de Haïfa, Tibériade, Beisan, Safed, Jaffa et Acre qui perdent plus de 90 % de leur population arabe durant cette période. Des expulsions se produisent dans plusieurs villes et villages, en particulier le long de la route Tel Aviv-Jérusalem et dans l'est de la Galilée au cours des opérations Nahshon et Yiftah.
Le 15 mai, les armées arabes entrent en guerre et durant 6 semaines les positions restent globalement inchangées. Le 11 juin, une trêve est acceptée par les belligérants.

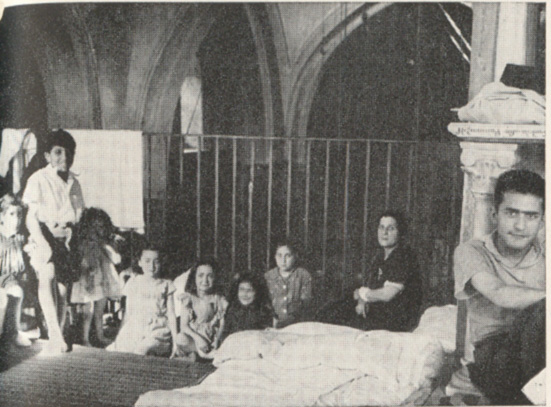
Arméniens originaires de Jérusalem-Ouest, réfugiés dans la cathédrale Saint-Jacques (Jérusalem-Est) en mai 1848.

Après la trêve, l'armée israélienne prend l'initiative sur les armées arabes et lance contre elles plusieurs opérations militaires au cours des 6 derniers mois de 1948. C'est la troisième phase de l'exode palestinien au cours de laquelle de nombreux massacres sont commis. Lors de l'Opération Dani, les 50 000 à 70 000 habitants des villes de Lydda et Ramle sont expulsés vers Ramallah tandis que les villes se sont rendues. D'autres expulsions se produisent au cours des opérations dans les zones conquises. Au cours de l'Opération Dekel, les Arabes de Nazareth et du sud de la Galilée ne seront pas expulsés à la suite d'un ordre direct de David Ben Gourion. Leurs descendants font partie de la population arabe actuelle d'Israël. Entre octobre et novembre, Tsahal lance les Opérations Yoav et Horev pour chasser les Égyptiens du Négev et l'Opération Hiram pour chasser l'Armée de libération arabe du nord de la Galilée. Plusieurs massacres sont perpétrés. 200 000 à 220 000 Palestiniens fuient par crainte ou sont expulsés.
La quatrième phase se déroule après la guerre jusqu'en 1950. L'armée israélienne sécurise ses frontières et des nouveaux immigrants y sont installés, ce qui conduit à exode supplémentaire d'environ 30 000 à 40 000 Palestiniens[réf. incomplète].
Les réfugiés palestiniens s'installent dans des camps de réfugiés principalement en Cisjordanie, dans la bande de Gaza, en Jordanie, au Liban et en Syrie.

### Les deux phases
L'historien israélien Yoav Gelber décrit les évènements en deux phases. La première phase est caractérisée par l'effondrement de la structure sociale palestinienne. Et la seconde phase par les victoires militaires israéliennes et les expulsions.

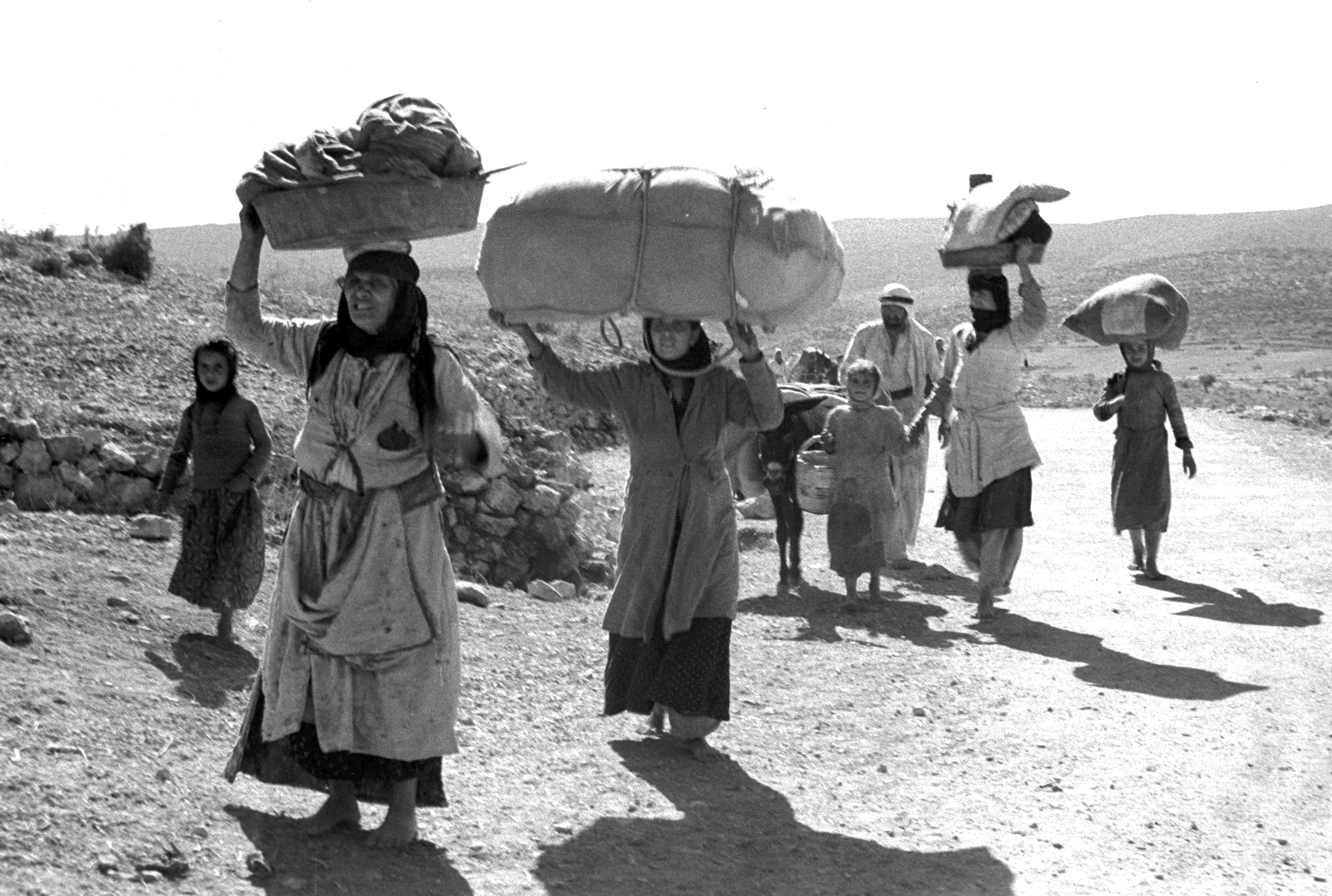
Arabes fuyant leur village de Galilée à l'approche des troupes israéliennes, le.

La première phase débute avec la guerre civile, en absence d'objectifs militaires et est marquée par une mauvaise situation économique et la désorganisation administrative. La faillite des services, le manque d'autorité et les sentiments de peur et d'insécurité de la société génèrent une situation d'anarchie. En avril 1948 avec les contre-offensives israéliennes, 250.000 à 300.000 Arabes prennent la fuite et se réfugient dans les secteurs arabes et dans les pays arabes voisins. 30 000 Arabes appartenant principalement aux classes sociales élevées, avaient fui dès le début de la guerre civile.
Les expulsions de mai-juin 1948 semblaient à la fois militairement vitales et moralement justifiées face à la menace militaire imminente des armées arabes envahissantes : « Confiants que leur conduite était indispensable, les troupes n'ont pas tenté de dissimuler le traitement sévère des civils dans leurs rapports après action ».
D'autres historiens spécialisés partagent son analyse, dont Efraim Karsh, Avraham Sela, Moshe Efrat, Ian J. Bickerton, Carla L. Klausner et Howard Sachar. L'historien Christopher Sykes partage la thèse de Gelber concernant la seconde phase. Efraïm Karsh décrit les évènements comme exclusivement dictés par des considérations militaires.
Selon Gelber, les réfugiés étaient convaincus de leur rapatriement à la fin des hostilités, ce qui était d'usage lors des guerres du Moyen-Orient.

## Causes de l'exode
Les causes de l'exode de 1948 sont un sujet controversé entre les spécialistes ainsi que les commentateurs des événements.

### Approche israélienne
Selon cette approche, le gouvernement israélien aurait demandé aux Palestiniens de rester chez eux et aurait affirmé qu'ils auraient les droits civiques complets en Israël. Quant à l'appel des chefs arabes aux populations locales, ils insistent sur les témoignages que l'on peut recueillir à ce sujet : 

« La somme des preuves essentielles actuellement à notre disposition, indique que l’évacuation de la Palestine est due à l’exhortation des chefs militaires ou politiques des États arabes eux-mêmes. »

— Analyse de l’institut des affaires publiques (Washington)

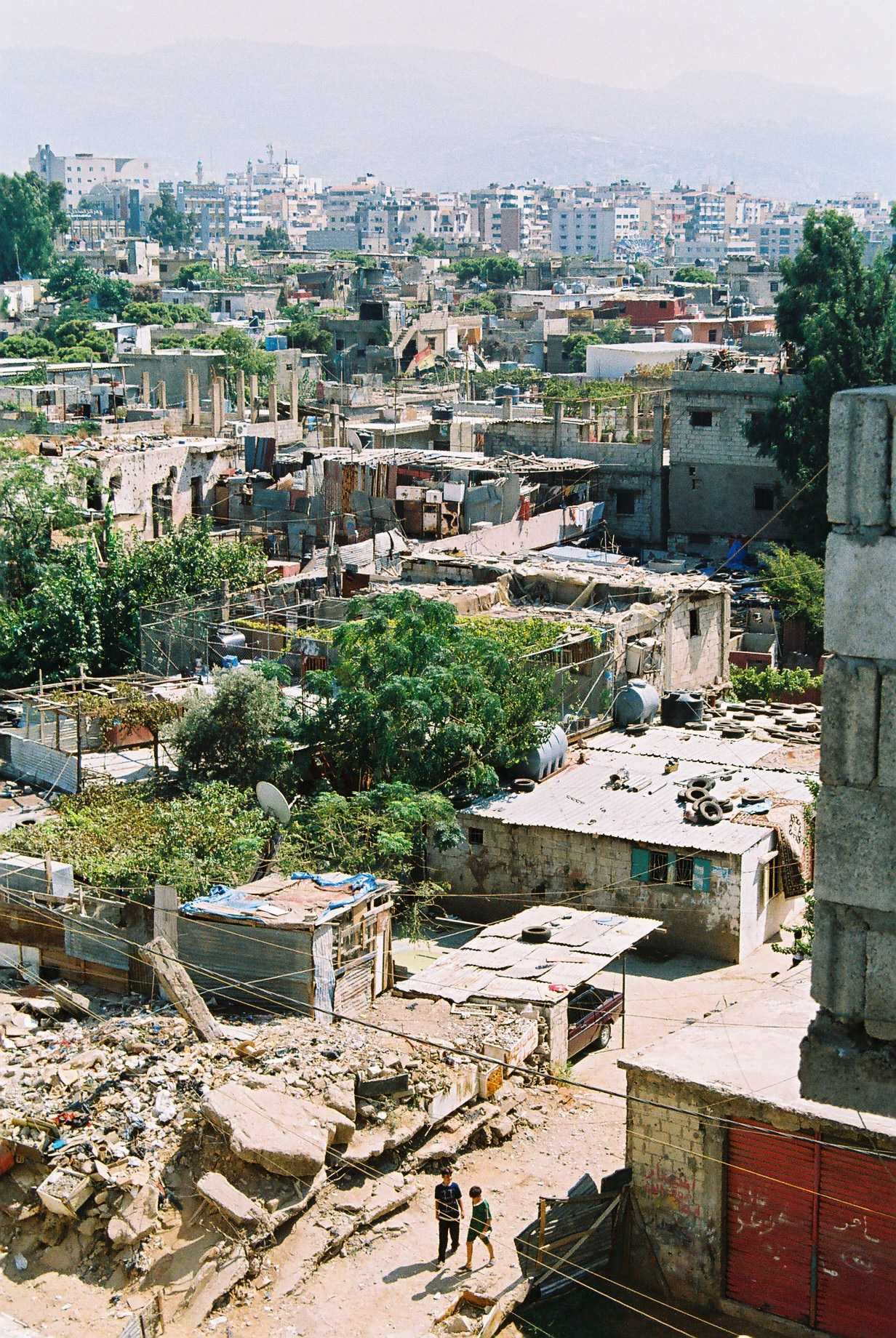
Camp de réfugiés de Chatila au Liban en 2003.

Selon Mahmoud Darwich, poète palestinien, rédacteur de la déclaration d'indépendance palestinienne :

« Pour mes parents, notre séjour au Liban était temporaire ; nous y étions en visite ou même en villégiature. On avait à l’époque commandé aux Palestiniens de quitter leur patrie pour ne point gêner le déroulement des opérations militaires arabes qui devaient durer quelques jours et nous permettre de réintégrer rapidement nos maisons. Mes parents découvrirent bien vite que ces promesses n’étaient que rêves… »

Principalement à la fin des années 1970, de nombreux travaux, critiques et témoignages israéliens remettent en cause la thèse d'un exode volontaire initialement proposée. Selon cette thèse, certains partirent volontairement, tandis que d'autres durent partir à la suite de combats et expulsées par les forces israéliennes/juives,.

### Travaux nés de l'ouverture des archives israéliennes
La proportion entre les Palestiniens ayant fui, ayant été expulsés ou contraints à la fuite et les causes et les responsabilités de l'exode sont des sujets débattus. Selon Benny Morris, « les réfugiés palestiniens constituent le plus inextricable et explosif des problèmes laissés par les événements de 1948 ».

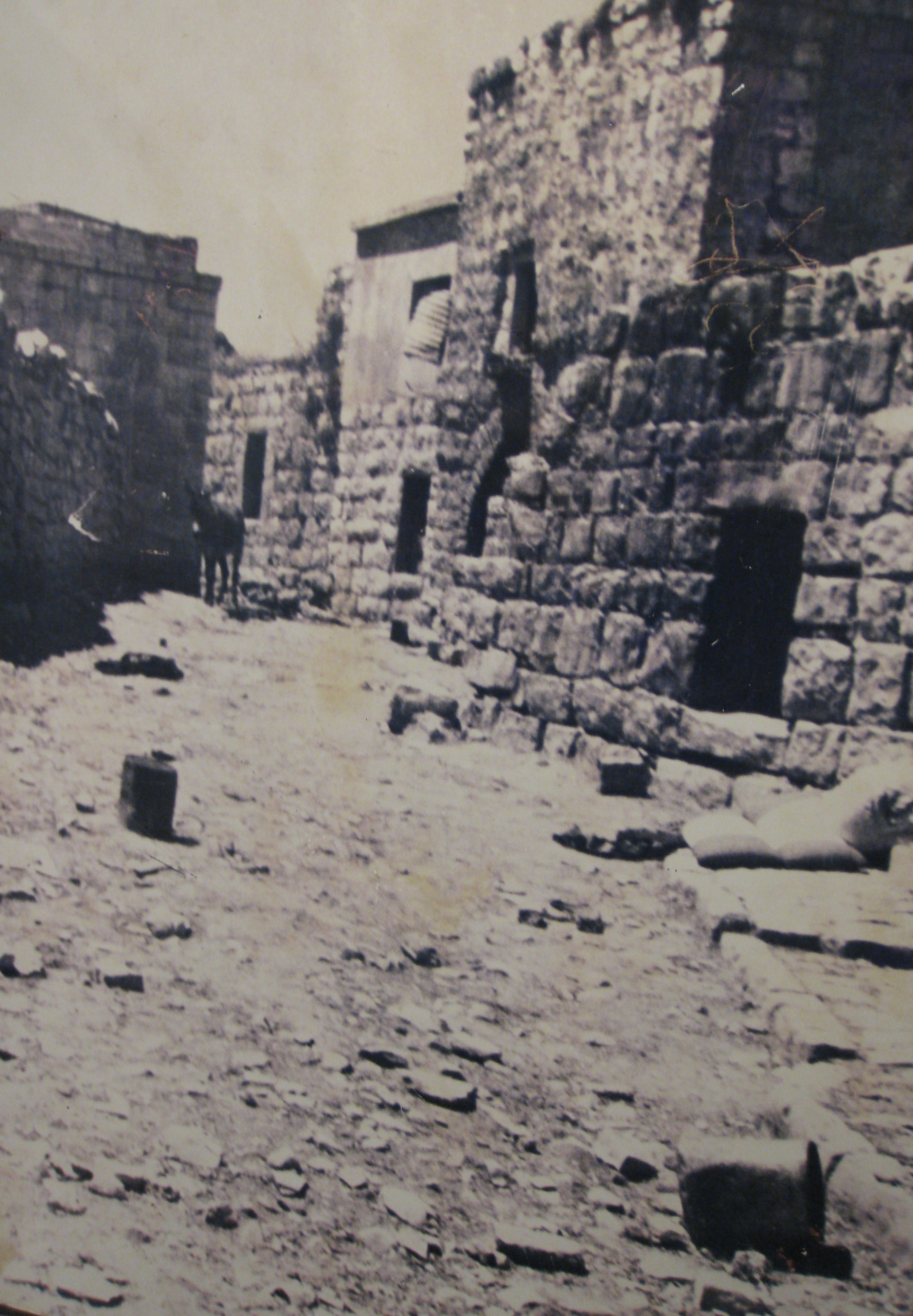
Le village de Deir Yassin, déserté après le massacre du.

À la fin des années 1980, apparaissent de nouvelles thèses israéliennes, fondées sur des sources documentaires israéliennes (partiellement accessibles depuis 1988) et britanniques, ainsi que sur des interviews et témoignages. Selon Benny Morris, sur les 369 localités arabes de l'État israélien et des zones qui passèrent sous contrôle israélien pendant cette guerre :
- 187 ont été désertées lors d'attaques,
- 41 ont été le théâtre d'une expulsion après la conquête,
- 90 villages se sont vidés de leur population, affolée par l'approche des combats ou par les témoignages de massacres, notamment celui de Deir Yassin,
- Pour 45 cas, l'historien avoue ignorer les causes du départ,
- Dans seulement 6 cas, il l'attribue à l'appel des autorités locales arabes.

À ces départs, il ajoute que significativement plus de 70 000 personnes, surtout des membres de la classe moyenne et de la bourgeoisie, qui sont partis dans les semaines qui suivirent le début des affrontements et avant la guerre elle-même, attendant la fin des combats. Il indique de même, avoir trouvé des preuves que « le Haut Comité Arabe et les échelons intermédiaires ont émis des ordres pour évacuer les enfants, les femmes et les vieilles personnes de leurs villages ».
Yoav Gelber considère quant à lui que la cause principale de la seconde vague des réfugiés fut l'effondrement de la société arabe palestinienne qui sans le soutien administratif des Britanniques était trop fragile pour résister aux conditions de vie d'une guerre civile,. Il conteste la vision des historiens israéliens traditionnels mais rejette la vision des « nouveaux historiens » et des historiens arabes sur le plan Daleth. Henry Laurens non plus ne reconnaît pas le plan Daleth comme un plan d'expulsion des Arabes et commente : « Le départ des autorités britanniques et la fuite des notables palestiniens accélèrent la décomposition de la société palestinienne. […] Dans les villes, l'effondrement de l'économie et la fin de l'ordre public accroissent le désarroi des habitants ». Dominique Vidal estime néanmoins que les autorités du Yichouv ont une responsabilité directe dans l'exode durant cette période.
Dans 1948 and After, Benny Morris cite une pièce des archives de Tsahal généralement jugée fiable par les historiens : le rapport « L’émigration des Arabes de Palestine dans la période 1/12/1947 - 1/6/1948 » rédigé par les services de renseignement de l’armée israélienne et daté du 30 juin 1948. Ce document estime à 391 000 le nombre de Palestiniens ayant quitté le territoire aux mains d’Israël début juin 1948, et évalue l’influence des différents facteurs dans ces départs :
- « Au moins 55 % du total de l’exode a été causé par nos opérations »,
- les opérations des « dissidents » de l’Irgoun et du Lehi « ont directement causé environ 15 % de l’émigration »,
- les « peurs » et la « crise de confiance » de la population palestinienne sont la cause de 22 % des départs,
- 5 % des départs sont liés à des appels à la fuite des dirigeants arabes,
- 2 % des départs sont attribués aux ordres d’expulsion explicites donnés par les soldats juifs,
- 1 % des départs sont attribués à la guerre psychologique menée par les forces juives.

Benny Morris est critiqué à la fois par les historiens du courant israélien traditionnel et par ceux du courant arabe, qui remettent en cause ses travaux, relevant des distorsions et des développements exagérés de l'histoire, généralement d'ordre spéculatif. Le courant des historiens arabes le critique, pour avoir minimisé le « plan Daleth ». Tandis que les historiens israéliens, comme Efraïm Karsh, l'accusent de donner « une mauvaise présentation des documents, ne donn[ant] que des citations partielles, produit de fausses allégations et réécrit[ure] des documents originaux ». Shabtaï Teveh relève que d'une part, les sources de Tsahal n'étaient pas accessibles en 1988. Le 1er livre de Benny Morris manquait donc de sources documentaires incontestables. Et d'autre part, il y eut en Israël le scandale des fausses archives de l’État d’Israël : des archives furent falsifiées durant des déménagements, nettoyages, et par des chercheurs autorisés à les consulter ; Benny Morris a été accusé par l’historien Karsh d'en avoir lui-même falsifiées et, devant des preuves de falsification, des historiens et écrivains accusés se rejettent mutuellement la paternité des faits (source : site des archives israéliennes). De nombreux livres éditent des thèses politiques en se fondant sur ces fausses archives, et de fausses citations (fausses citations de Ben Gourion, Moshe Dayan, Einstein…).

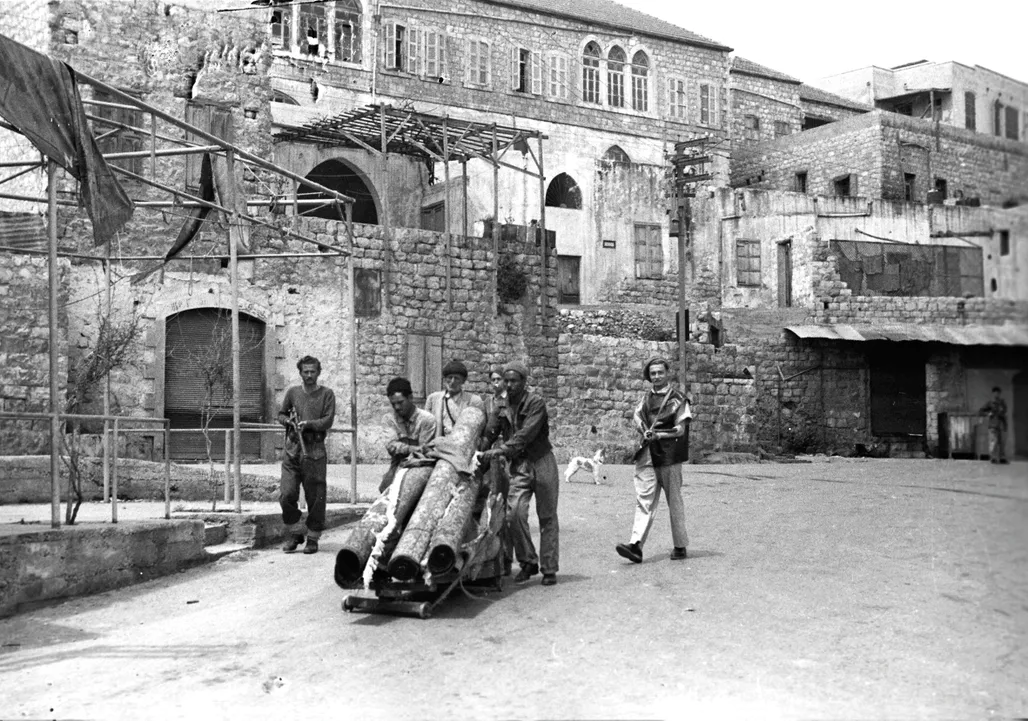
Arabes de Haïfa expulsés par des miliciens israéliens de la Haganah, avril 1948.

L'historien israélien Benny Morris considère que l'exode palestinien était presque « inévitable ». Il avance les causes contextuelles suivantes : l'enchevêtrement géographique des populations juives et arabes; l'histoire de leur antagonisme depuis 1917 ; le rejet par les deux parties de toute solution binationale ; la profondeur de l'animosité arabe envers les juifs et leur crainte d'être soumis à l'autorité sioniste; les faiblesses structurelles de la société arabe palestinienne (désorganisée, sans cohésion sociale, sans leader, sans structure nationale, sans aspiration nationaliste partagée…) au contraire du Yichouv. Parallèlement il a également développé une thèse de l'idée du transfert dans la pensée sioniste. Toutefois, selon ses travaux, « les connexions entre ce soutien et ce qui s'est réellement passé durant la guerre sont beaucoup plus ténues que ce que les propagandistes arabes laissent penser ».
Benny Morris considère que la deuxième vague de l'exode palestinien comme due à la conjonction de tous ces facteurs simultanément. Selon lui, cette deuxième vague « ne fut pas le résultat d'une politique générale, prédéterminée, du Yichouv » tout en affirmant qu'« elle fut immédiatement vue comme un phénomène à exploiter »,,. Il explique cette attitude : « la peur du Yichouv que les Palestiniens et les États arabes, s'il leur en était donné l'occasion, avaient l'intention de reproduire une version de l'Holocauste à l'échelle du Moyen-Orient » et que « l'invasion de la mi-mai 1948 menaçait le Yichouv d'extinction ». Il affirme que malgré le fait qu'il y ait eu des expulsions spécifiques d'Arabes initiées par la Haganah et l'armée israélienne :« il n'y avait pas de plan d'expulsion vaste ou complet ».
Cependant selon Shabtai Teveth (en), un biographe de David Ben Gourion ainsi que selon l'historienne israélienne Anita Shapira, jamais ce dernier n'a soutenu l'« idée de transfert ». Efraïm Karsh partage ce point de vue et considère que le travail de Morris n'a pas été honnête à ce sujet. Au niveau du contexte, il insiste plutôt sur la « réalité » du danger d'extermination auquel aurait été confronté le Yichouv et sur le fait qu'il s'agissait, avant tout, d'une guerre et que les exodes sont propres à toute guerre. L'historien israélien Yoav Gelber considère aussi qu'il importe d'avoir en tête qu'il s'agissait d'une guerre et il souligne la fragilité de la société palestinienne pour y faire face. Toutefois, il ne fait aucune référence pro ou contra l'« idée de transfert ». Il critique également les nouveaux historiens qui, selon lui, font abstraction dans leurs thèses des relations conflictuelles qu'ont connues les sionistes et les Arabes avant 1948.

### Les thèses des historiens palestiniens

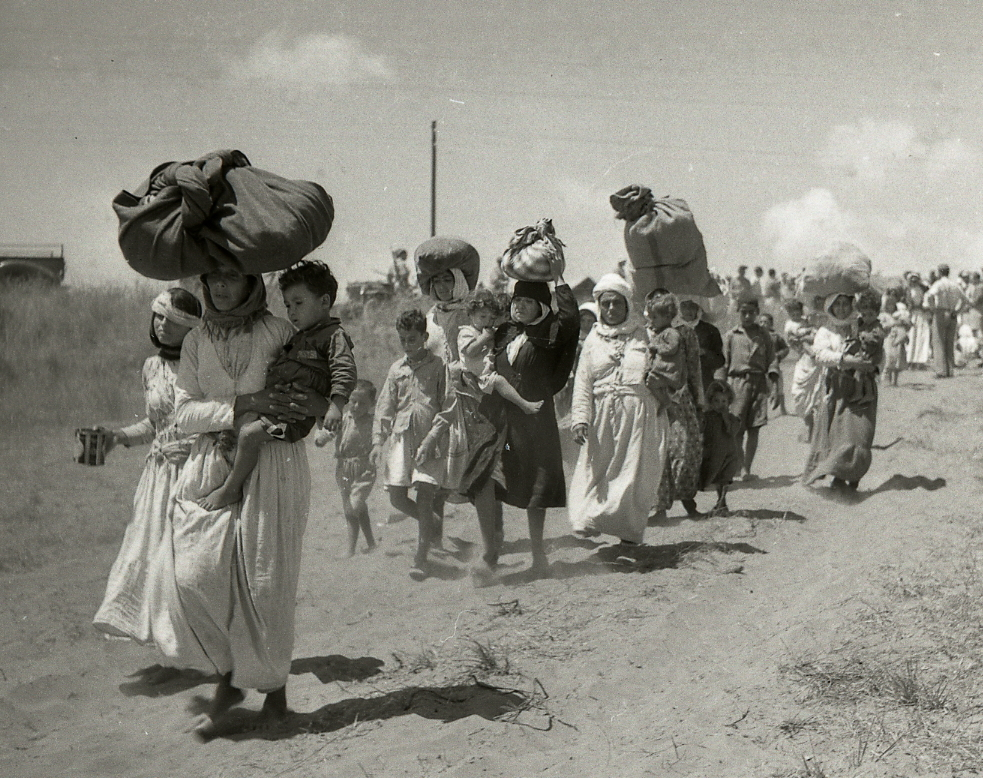
Expulsion vers la Cisjordanie d'Arabes du village d'al-Tantoura, juin 1948.

Officiellement, le « plan D » avait des objectifs limités : sécuriser les zones juives. Il ne s'appliquait pas à l'ensemble du territoire palestinien, et les expulsions prévues étaient conditionnelles. Mais pour les historiens palestiniens, il indique clairement qu'une politique d'expulsion était en cours. Pour eux, le « plan D » n'est que la partie la plus connue de cette politique.
Des comparaisons avec les crimes nazi sont parfois mis en parallèle,. Selon Walid Khalidi, le Plan Daleth serait « un projet de destruction de la société palestinienne ». Ilan Pappé partage l'avis des historiens palestiniens et va jusqu'à décrire l'exode comme un « nettoyage ethnique de la Palestine »,,,. Selon lui, « l'exode, [dès la deuxième vague], résulte d'une action délibérée des dirigeants sionistes de Palestine ».
L'usage de ces mots provoque de vives réactions en particulier de la part d'historiens israéliens et est qualifié de propagande. Yoav Gelber, demande son expulsion de l'université d'Haïfa et publie une réponse. Selon Benny Morris, le transfert ne fut jamais une politique sioniste générale ou déclarée,, tandis que pour Edward Atiyah, « cet exode en masse était dû à la croyance qu’avaient les Arabes, encouragés en cela par les vantardises et par les déclarations inconscientes de certains chefs arabes, selon lesquelles la défaite des Juifs par les armées des États arabes était l’affaire de quelques semaines et qu’elle permettrait aux Arabes palestiniens de rentrer dans leur pays et d’en reprendre possession ».
À partir des années 1990, cette thèse est partagée par les nouveaux historiens israéliens israéliens tels Ilan Pappé et Avi Shlaim ainsi que par les historiens palestiniens dont Walid Khalidi et Nur Masalha. Ils considèrent que la communauté juive n'a jamais été confrontée à un véritable danger d'extermination car l'armée juive, la Haganah, disposait d'une supériorité incontestable. Selon eux également, au-delà d'une pensée, ils estiment que l'idée du transfert était plutôt un pilier dans l'idéologie sioniste.

## Exode juif des pays arabes
Durant les années qui suivent l'exode palestinien de 1948, se produit parallèlement l'exode des Juifs du Moyen-Orient, au cours duquel entre 500 000 et 600 000 Juifs « émigrent, sont poussés à la fuite ou sont expulsés » des pays arabes. Parmi ceux-ci, environ 260 000 arrivent en Israël entre 1948 et 1951.

## Estimations du nombre de réfugiés arabes

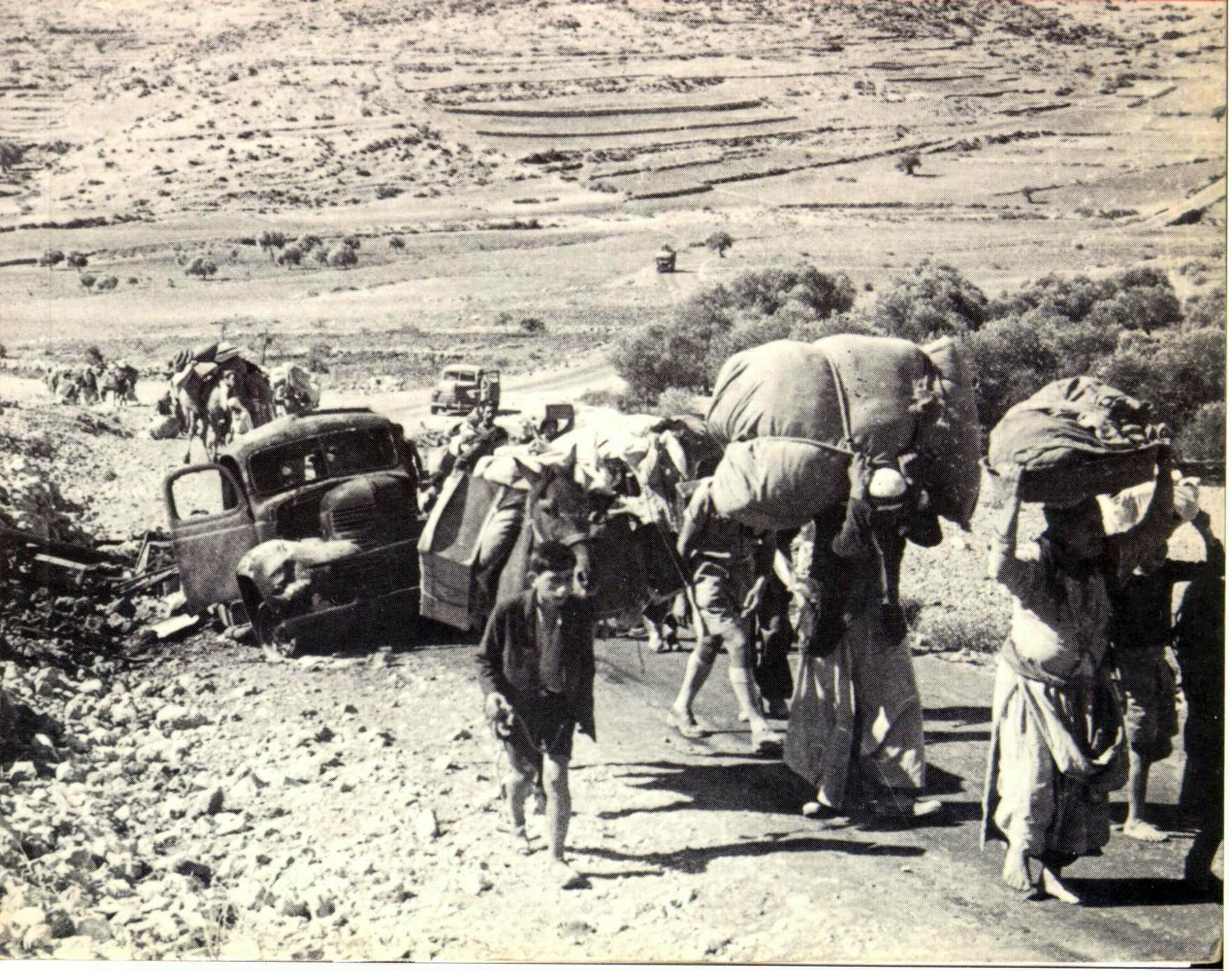
Palestiniens sur les routes de l'exode en 1948.

- 550 000 − 600 000 selon l'estimation du rapport officiel d'après guerre du gouvernement israélien[68].
- 583 000 – 609 000 selon les estimations de l'historien Efraïm Karsh[68].
- 600 000 – 760 000 selon les estimations d'après-guerre du Foreign Office britannique[69].
- ±700 000 selon les estimations de l'historien Benny Morris.
- 711 000 selon le rapport des Nations unies de 1950, « aussi précise que les circonstances le permettaient »[70].

- 800 000 selon l'historien Ilan Pappé[71].
- 804 465 – 935 000 selon les estimations de l'historien Salman Abu-Sitta (en)[72].

Selon les diverses estimations d'après-guerre, il n'était pas possible de donner une estimation exacte du nombre de personnes déplacées par la guerre. Selon les estimations britanniques, car la croissance démographique naturelle durant la période de guerre, le nombre exact d'Arabes d'avant-guerre et le nombre de Bédouins déplacés (donnant une estimation de 95 000 Bédouins), restent des chiffres inconnus. Selon le rapport des Nations unies, car « la duplication des cartes de rationnement, l'ajout de personnes qui ont été déplacées d'une zone autre que les zones tenues par Israël et des personnes qui, bien que non déplacées, sont démunies ».

## Commémoration

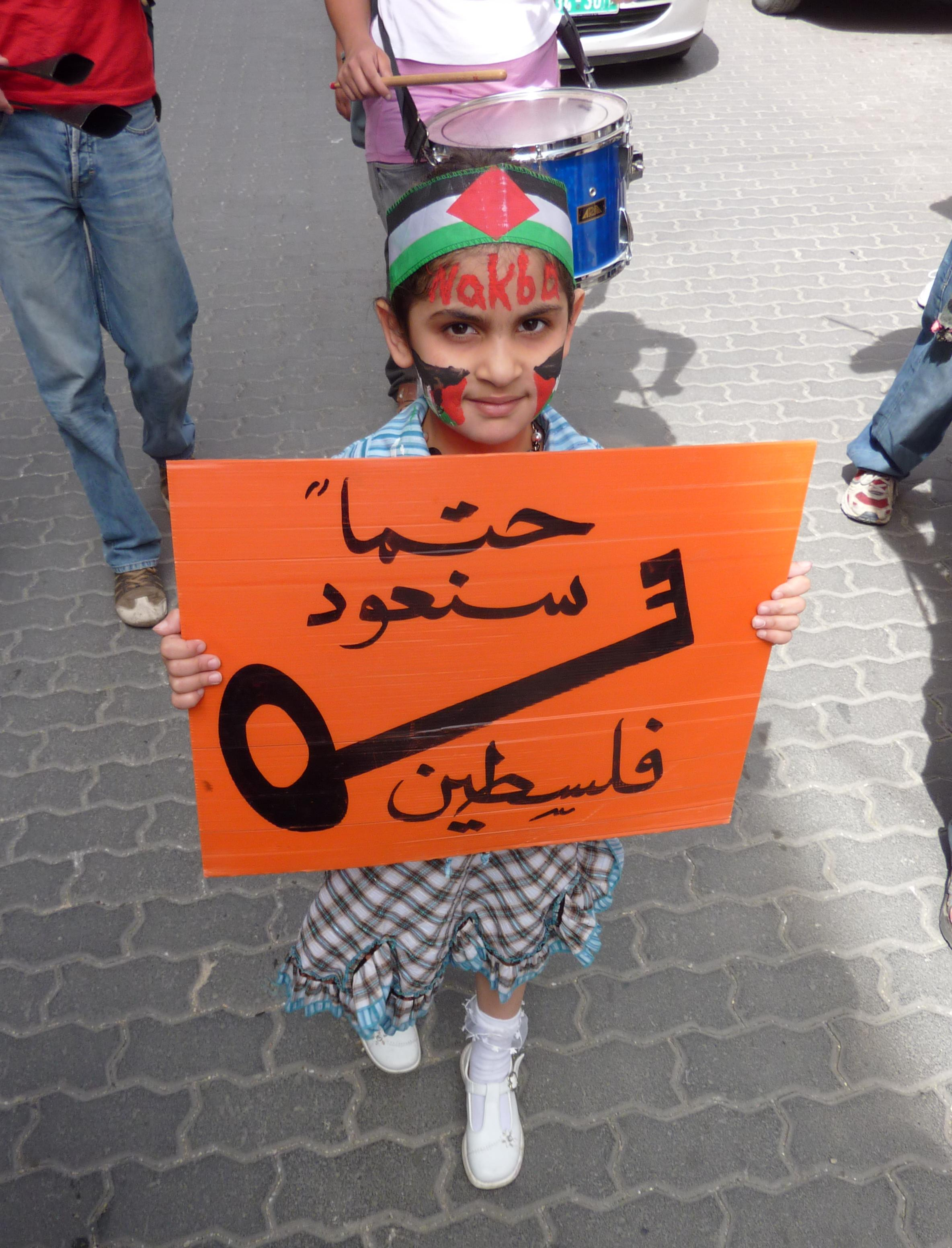
Le « jour de la Nakba », une fillette à Hébron.

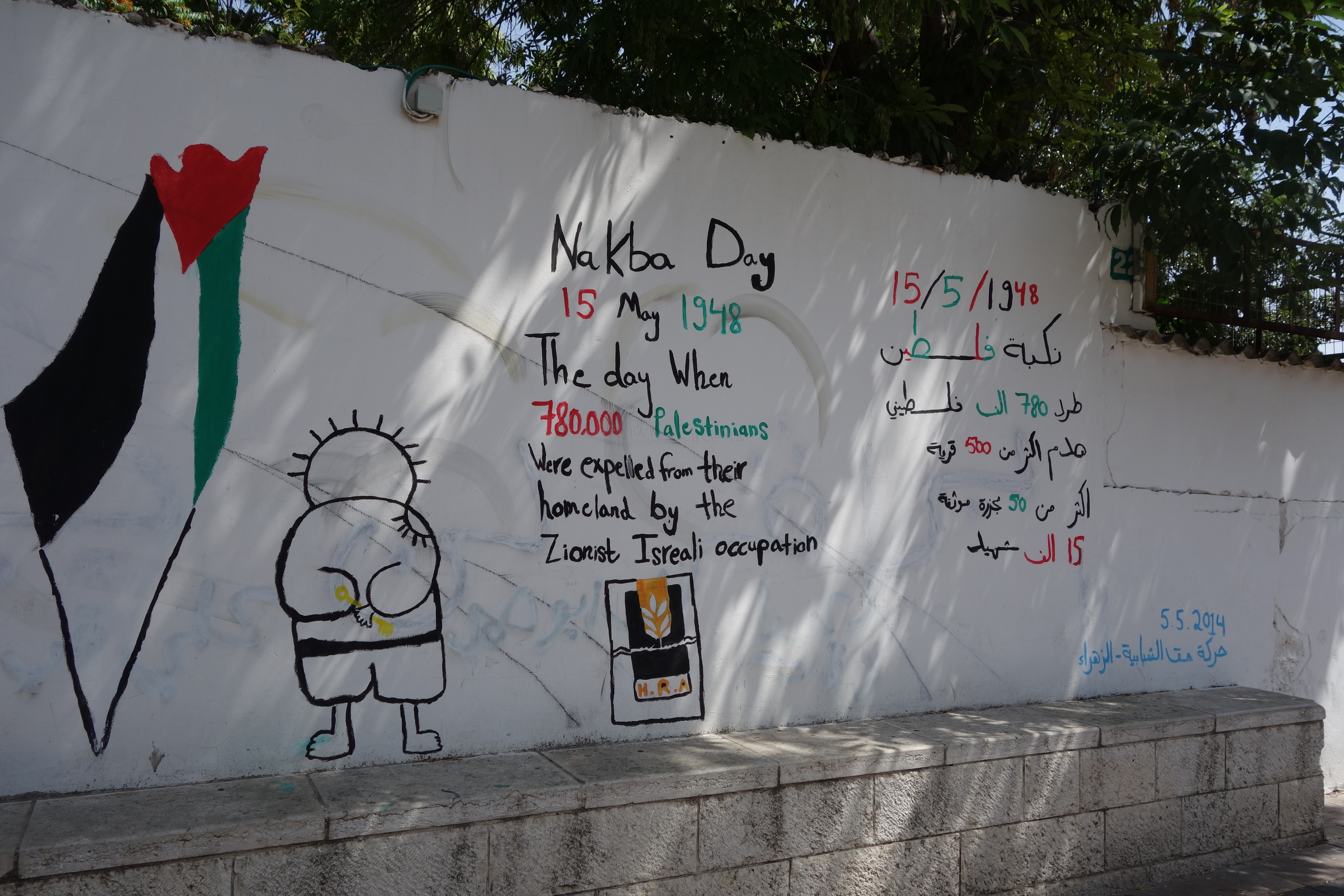
Graffiti de commémoration à Nazareth.

Le jour de la Nakba est une commémoration des événements de 1948 qui ont mené à la défaite arabe et au déplacement de la population palestinienne. Il est généralement célébré le 15 mai, le jour de l'indépendance d'Israël.
Selon Akram Belkaïd, « En Israël, la législation interdit l’usage du mot « Nakba » dans les manuels scolaires. La criminalisation de sa commémoration est régulièrement suggérée par des responsables politiques ».

### Ouvrages

#### Ouvrages traitant directement le sujet
- Joseph Algazy et Dominique Vidal, Le péché originel d'Israël : l'expulsion des Palestiniens revisitée par les « nouveaux historiens » israéliens, Éditions de l'Atelier, 2002, 222 p. (EAN 9782708236158)
- Sandrine Mansour-Mérien, L'histoire occultée des Palestiniens (1947-1953), Pivat, 2013, 240 p. (ISBN 2708969463)
- Ilan Pappé (trad. Paul Chemla), Le nettoyage ethnique de la Palestine, La fabrique éditions, 2024, 396 p. (ISBN 2358722804, présentation en ligne)
- Eugène L. Rogan et Avi Shlaim, La guerre de Palestine 1948 : Derrière le mythe, Autrement, 2002, 263 p. (ISBN 2746702401)
- Jihane Sfeir, L'exil palestinien au Liban : Le temps des origines (1947-1952), Karthala, 2008, 281 p. (ISBN 2845869576, lire en ligne)
- Dominique Vidal et Sébastien Boussois, Comment Israël expulsa les Palestiniens (1947-1949), Éditions de l'Atelier, 2009, 256 p. (ISBN 9782708239661, lire en ligne)

#### Ouvrages connexes
- Benny Morris, Victimes : Histoire revisitée du conflit arabo-sioniste, Éditions Complexe, 2003, 800 p. (ISBN 2870279388)
- Ilan Pappé, La guerre de 1948 en Palestine : Aux origines du conflit israélo-palestinien, 10/18, 2005, 388 p. (ISBN 978-2264040367)
- Nadine Picaudou, Les Palestiniens : Un siècle d'histoire, Éditions Complexe, 2003 (1re éd. 1999), 367 p. (ISBN 2870279620, lire en ligne)
- Nadine Picaudou (dir.), Territoires palestiniens de mémoire, Karthala, 2006, 379 p. (ISBN 2845868170, lire en ligne)

### Articles

#### Articles publiés avant l'ouverture des archives israéliennes
- Walid Khalidi (1959) (2008), La chute de Haïfa revisitée, reproduit et traduit dans la Revue d'Études palestiniennes, no 108, p. 15-38.
- L'introduction générale du plan Daleth, traduite par Walid Khalidi et publiée par Yehuda Slutsky, Sefer Toldot Hahaganah (Histoire de la Haganah), Volume 3, Appendice 48, Tel Aviv, Zionist Library, 1972, p. 1956-1960, est reprise sur mideastweb.org

#### Articles publiés après l'ouverture des archives israéliennes
- Spiro Munayyer (1997)(2008), La chute de Lydda, reproduit et traduit dans La Revue d'Études palestiniennes, no 108, p. 39-54.
- Moustafa Abbasi (2008), La fin de la Tibériade arabe, traduit et reproduit dans La Revue d'Études palestiniennes, no 108, p. 55-72.
- Sandrine Mansour (2008), Une catastrophe programmée, Revue d'Études palestiniennes, p. 73-80.
- Dominique Vidal, « L'expulsion des Palestiniens revisitée par des historiens israéliens », sur Le Monde diplomatique, 1er décembre 1997 (consulté le 15 août 2025)